# Halowe Mistrzostwa Świata w Lekkoatletyce 1987 – pchnięcie kulą kobiet
Pchnięcie kulą kobiet – jedna z konkurencji technicznych rozgrywanych podczas halowych mistrzostw świata w hali Hoosier Dome w Indianapolis. Rozegrano od razu finał 6 marca 1987. Zwyciężyła reprezentantka Związku Radzieckiego Natalja Lisowska, która tym samym obroniła tytuł zdobyty na światowych igrzyskach halowych w 1985.

## Rezultaty

### Finał
Wystartowało 13 miotaczek.

Opracowano na podstawie materiału źródłowego.
| Miejsce | Zawodniczka         | Wynik | Uwagi |
| ------- | ------------------- | ----- | ----- |
| 1       | Natalja Lisowska    | 20,52 | CR    |
| 2       | Ilona Briesenick    | 20,28 |       |
| 3       | Claudia Losch       | 20,14 |       |
| 4       | Heidi Krieger       | 20,00 |       |
| 5       | Natalja Achrimienko | 19,32 |       |
| 6       | Ramona Pagel        | 19,25 |       |
| 7       | Mihaela Loghin      | 18,44 |       |
| 8       | Iris Plotzitzka     | 17,97 |       |
| 9       | Judy Oakes          | 17,85 |       |
| 10      | Myrtle Augee        | 17,85 |       |
| 11      | Peggy Pollock       | 17,49 |       |
| 12      | Ursula Stäheli      | 16,98 |       |
| 13      | Cong Yuzhen         | 16,44 |       |